# Йоганн Рудольф Штадлер
Йоганн Рудольф Штадлер (1605 — 16 жовтня 1637) — швейцарський протестантський годинникар. Він здебільшого відомий своїм життям у Сефевідському Ірані, де він працював процвітаючим годинниковим майстром. Зрештою він став жертвою інтриг у зв’язку зі смертю порушника його власності і був страчений.

## Біографія
Уродженець Цюриха, Штадлер був сином якогось Ерхарда, продавця печей. У 1627 році він відправився з місією до Константинополя, столиці Османської імперії, до свого дядька Йоганна Рудольфа Шміда фон Шварценхорна. Там він зустрів французького мандрівника Жана-Батиста Таверньє. Згодом Штадлер і Таверньє разом подорожували до Ісфахану, столиці Імперії Сефевідів.
Штадлер прибув до Сефевідського Ірану в 1631 році, де незабаром зробив собі ім'я як годинникар. Сефевід Шах («Король») Сафі (р.  1629–1642) був задоволений годинником, який Штадлер зробив для нього під час перебування в Ісфахані, і згодом він був зайнятий при дворі. Протягом наступних трьох років Штадлер ремонтував усі зламані годинники шаха. Стадлер став багатим чоловіком високого становища в імперії Сефевідів і одружився з несторіанкою. У 1637 році він прагнув повернутися до Європи разом з посольством Голштейн, яке очолював Отто Бруггеман, його шурин. Проте Шах Сафі запропонував йому велику суму грошей, щоб він залишився.
Однак перед тим, як Штадлер зміг ухвалити рішення, він застрелив чоловіка, який увірвався до його будинку вночі. Стадлер вже одного разу спіймав того самого зловмисника і наказав йому більше ніколи не заходити в його будинок. За словами Таверньє, чоловік був не грабіжником, а коханцем дружини Штадлера. Хоча закон Сефевідів був на боці Штадлера, інтриги вирішили його долю; суд Сефевідів ув’язнив його і засудив до смертної кари. Шах Сафі був готовий помилувати Штадлера, якщо він прийняв іслам і зробив собі обрізання; однак, оскільки він відмовився, суд виконав вирок. Він був страчений мечем 16 жовтня 1637 року і похований в Ісфахані.